# Enfant de la ville
Enfant de la ville (in italiano 'Ragazzo di Città') è il secondo album di Grand Corps Malade, uscito nel 2008.
Anche in questo, come nel precedente, Midi 20, i brani sono per la maggior parte cantati a cappella, o accompagnati da una base minimalista.

## Tracce
1. Mental – 3:22
2. Je Viens De Là – 3:28
3. Comme Une Evidence – 3:49
4. 4 Saisons – 4:58
5. Pères Et Mères – 2:49
6. A La Recherche (feat. Kery James & Oxmo Puccino) – 4:48
7. Le Blues De L'Instituteur – 3:39
8. Rétroviseur – 3:14
9. J'Ecris A L'Oral – 3:34
10. Enfant de la ville – 3:34
11. La Nuit – 3:47
12. J'Ai Pas Les Mots – 2:55
13. Avec Eux – 4:14
14. Underground – 3:08
15. L'Appartement – 3:09
16. Du Côté Chance – 3:51
17. Education Nationale – 4:12
18. L'Ombre et la Lumière (feat. Calogero) – 4:11